# Ellen Thorneycroft Fowler
Ellen Thorneycroft Fowler, född den 9 april 1860 i Wolverhampton, död den 22 juni 1929, var en engelsk författare. Hon var dotter till Henry Fowler, 1:e viscount Wolverhampton.
Ellen Thorneycroft Fowler debuterade 1891 med Verses grave and gay (ingår i diktsamlingen Verses, wise and otherwise, 1895; ny upplaga 1905), som efterföljdes av romanerna Concerning Isabel Carnaby (1898), A double thread (1899; svensk översättning "Dubbelspel", 1900), The Farringdons (samma år), Fuel of fire (1902), Place and power (1903), Kate of Kate Hall (1904), skriven i samarbete med hennes man, Alfred Felkin, som hon gifte sig med 1903, och In subjection (1906).